# Ставець (Мальборський повіт)
Ставець (пол. Stawiec, нім. Neuteichsdorf) — село в Польщі, у гміні Новий Став Мальборського повіту Поморського воєводства.
Населення — 73 особи (2011).
У 1975-1998 роках село належало до Ельблонзького воєводства.

## Демографія
Демографічна структура станом на 31 березня 2011 року:
|          | Загалом | Допрацездатний вік | Працездатний вік | Постпрацездатний вік |
| -------- | ------- | ------------------ | ---------------- | -------------------- |
| Чоловіки | 44      | 13                 | 30               | 1                    |
| Жінки    | 29      | 7                  | 20               | 2                    |
| Разом    | 73      | 20                 | 50               | 3                    |